# Seznam ostrovů Papuy Nové Guineje

mapa Papuy Nové Guineje

Následující tabulka uvádí ostrovy Papuy Nové Guineje s plochou přes 500 km².
| #  | ostrov        | ostrov (anglicky)   | souostroví/moře         | rozloha (km²) | max.nadm.výška (m) |
| -- | ------------- | ------------------- | ----------------------- | ------------- | ------------------ |
| 1  | Nová Guinea   | New Guinea          | Nová Guinea             | 785 753       | 4 884              |
| 2  | Nová Británie | New Britain         | Bismarckovo souostroví  | 35 145        | 2 438              |
| 3  | Bougainville  | Bougainville Island | Šalomounovy ostrovy     | 9 318         | 2 715              |
| 4  | Nové Irsko    | New Ireland         | Bismarckovo souostroví  | 7 404         | 2 379              |
| 5  | Manus         | Manus Island        | Admiralty Islands       | 1 940         | 718                |
| 6  | Fergusson     | Fergusson Island    | D'Entrecasteaux Islands | 1 437         | 2 073              |
| 7  | Nový Hanover  | New Hanover Island  | Bismarckovo souostroví  | 1 227         | 900                |
| 8  | Normanby      | Normanby Island     | D'Entrecasteaux Islands | 1 040         | 1 158              |
| 9  | Umboi         | Umboi Island        | Bismarckovo souostroví  | 930           | 1 548              |
| 10 | Woodlark      | Woodlark Island     | Šalomounovo moře        | 874           | 410                |
| 11 | Vanatinai     | Vanatinai           | Louisiade Archipelago   | 866           | 806                |
| 12 | Goodenough    | Goodenough Island   | D'Entrecasteaux Islands | 687           | 2 536              |
| 13 | Buka          | Buka Island         | Šalomounovy ostrovy     | 682           | 498                |